# Hjalmar Ekdal
Hjalmar Ekdal, född 21 oktober 1998 i Stockholm, är en svensk fotbollsspelare som spelar för Burnley i EFL Championship. Han var våren 2025 utlånad till FC Groningen i Eredivisie. 
Han är yngre bror till Albin Ekdal och son till journalisten Lennart Ekdal.

## Klubbkarriär
Ekdals moderklubb är IF Brommapojkarna, med vilka han medverkade i TV-programmet Fotbollsfabriken år 2013. I juni 2017 lämnade han klubben för collegespel i UNC Wilmington Seahawks. Ekdal spelade totalt 20 matcher och gjorde två mål under säsongen 2017.
I april 2018 värvades Ekdal av IK Frej, där han skrev på ett tvåårskontrakt. Den 9 juni 2018 meddelade Frej att man ingått ett samarbetsavtal med Assyriska FF och att Ekdal kunde representera båda klubbarna under säsongen 2018. Dagen efter debuterade han för Assyriska i en 4–2-förlust mot Akropolis IF. Ekdal gjorde sin Superettan-debut för Frej den 16 juni 2018 i en 2–1-vinst över IFK Värnamo, där han blev inbytt i den 45:e minuten mot David Zlotnik.
Den 19 juli 2019 värvades Ekdal av Hammarby IF, där han skrev på ett tvåårskontrakt. Han lånades dock direkt tillbaka till samarbetsklubben IK Frej över resten av säsongen 2019.
I mars 2020 blev det klart att Ekdal lånas ut till IK Sirius under säsongen 2020. Han gjorde sin allsvenska debut den 14 juni 2020 i en 0–2-förlust mot Djurgårdens IF.
I januari 2021 skrev han på ett fyraårskontrakt med Djurgårdens IF.
Den 21 januari 2023 värvades Ekdal av Burnley, där han skrev på ett 4,5-årskontrakt.Efter en timmes spel i hans debut den 4 februari, gjorde han sitt första mål för klubben och satte matchens sista mål i 3-0 segern mot Norwich City.
I januari 2025 lånades Ekdal ut till Groningen i Eredivisie. Efter problem med både knä och baksida lår, blev det 14 matcher från start i Groningen.

## Landslagskarriär
Ekdal debuterade för Sveriges A-landslag den 9 juni 2022 i en 1–0-förlust mot Serbien.

## Karriärstatistik
| Klubb                                                    | Säsong         | Liga             | Liga    | Liga | Liga   | Nationell cup | Nationell cup | Europaspel | Europaspel | Övrigt  | Övrigt | Totalt  | Totalt |
| Klubb                                                    | Säsong         | Division         | Matcher | Mål  | Assist | Matcher       | Mål           | Matcher    | Mål        | Matcher | Mål    | Matcher | Mål    |
| -------------------------------------------------------- | -------------- | ---------------- | ------- | ---- | ------ | ------------- | ------------- | ---------- | ---------- | ------- | ------ | ------- | ------ |
| IF Brommapojkarna                                        | 2017           | Superettan       | 0       | 0    | 0      | 0             | 0             | -          | -          | -       | -      | 0       | 0      |
| IF Brommapojkarna                                        | Totalt         | Totalt           | 0       | 0    | 0      | 0             | 0             | -          | -          | -       | -      | 0       | 0      |
| UNC Wilmington Seahawks                                  | 2017           |                  | 20      | 2    | 1      | 0             | 0             | -          | -          | -       | -      | 20      | 2      |
| UNC Wilmington Seahawks                                  | Totalt         | Totalt           | 20      | 2    | 1      | 0             | 0             | -          | -          | -       | -      | 20      | 2      |
| Assyriska FF (lån)                                       | 2018           | Division 1 Norra | 1       | 0    | 0      | 0             | 0             | -          | -          | -       | -      | 1       | 0      |
| Assyriska FF (lån)                                       | Totalt         | Totalt           | 1       | 0    | 0      | 0             | 0             | -          | -          | -       | -      | 1       | 0      |
| IK Frej                                                  | 2018           | Superettan       | 15      | 1    | 1      | 1             | 1             | -          | -          | -       | -      | 16      | 2      |
| IK Frej                                                  | 2019           | Superettan       | 15      | 2    | 0      | 3             | 1             | -          | -          | -       | -      | 18      | 3      |
| IK Frej                                                  | Totalt         | Totalt           | 30      | 3    | 1      | 4             | 2             | -          | -          | -       | -      | 34      | 5      |
| IK Frej (lån)                                            | 2019           | Superettan       | 15      | 0    | 1      | 0             | 0             | -          | -          | 2       | 0      | 17      | 0      |
| IK Frej (lån)                                            | Totalt         | Totalt           | 15      | 0    | 1      | 0             | 0             | -          | -          | 2       | 0      | 17      | 0      |
| Hammarby IF                                              | 2019           | Allsvenskan      | 0       | 0    | 0      | 0             | 0             | -          | -          | -       | -      | 0       | 0      |
| Hammarby IF                                              | Totalt         | Totalt           | 0       | 0    | 0      | 0             | 0             | -          | -          | -       | -      | 0       | 0      |
| IK Sirius (lån)                                          | 2020           | Allsvenskan      | 26      | 0    | 0      | 1             | 0             | -          | -          | -       | -      | 27      | 0      |
| IK Sirius (lån)                                          | Totalt         | Totalt           | 26      | 0    | 0      | 1             | 0             | -          | -          | -       | -      | 27      | 0      |
| Djurgårdens IF                                           | 2021           | Allsvenskan      | 26      | 4    | 0      | 6             | 2             | -          | -          | -       | -      | 32      | 6      |
| Djurgårdens IF                                           | 2022           | Allsvenskan      | 0       | 0    | 0      | 0             | 0             | 0          | 0          | 0       | 0      | 0       | 0      |
| Djurgårdens IF                                           | Totalt         | Totalt           | 26      | 4    | 0      | 6             | 2             | 0          | 0          | 0       | 0      | 32      | 6      |
| Hela karriären                                           | Hela karriären | Hela karriären   | 118     | 9    | 3      | 11            | 4             | 0          | 0          | 2       | 0      | 131     | 13     |
| Antal matcher och mål är korrekt per den 30 januari 2022 |                |                  |         |      |        |               |               |            |            |         |        |         |        |

1. ↑  Nedflyttningskvalmatcher mot Umeå FC.[19][20]

### Landslag
| Landslag                                                 | År             | Totalt  | Totalt |
| Landslag                                                 | År             | Matcher | Mål    |
| -------------------------------------------------------- | -------------- | ------- | ------ |
| U19                                                      | 2018           | 2       | 0      |
| U19                                                      | Totalt         | 2       | 0      |
| U21                                                      | 2020           | 1       | 0      |
| U21                                                      | Totalt         | 1       | 0      |
| Hela karriären                                           | Hela karriären | 3       | 0      |
| Antal matcher och mål är korrekt per den 30 januari 2022 |                |         |        |